# Строганина

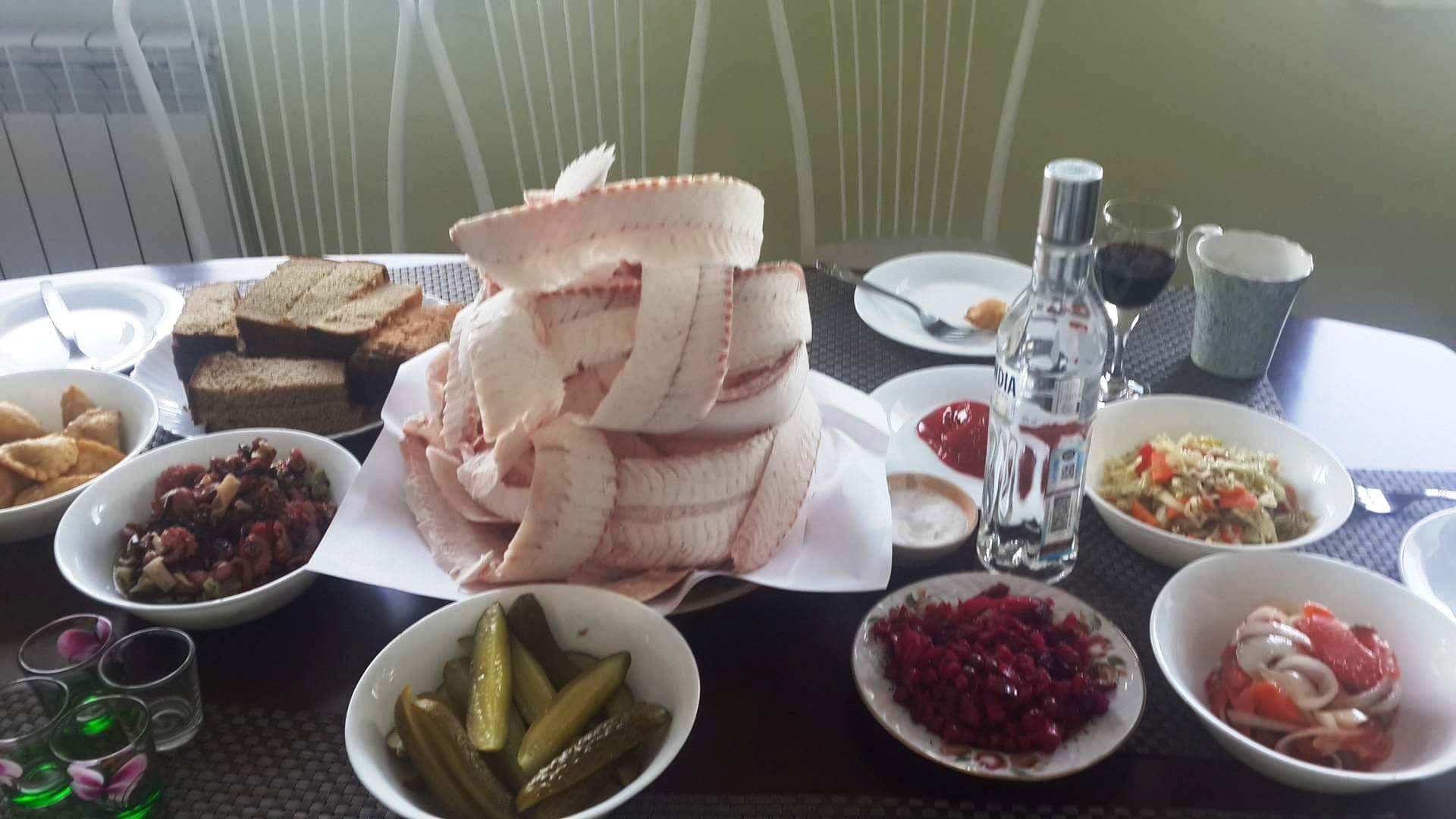
Приготовленная строганина на столе

Строгани́на (в XVIII веке была известна как стрыгонина) — нарезанная стружкой замороженная рыба (в основном сиговых пород: нельма, муксун, чир, пелядь, северный омуль и др.) или мясо (оленина), одно из основных блюд северной кухни (популярна в северорусской, якутской кухне, кухне коми, эскимосской кухне). В старину называлась «струганина». Подаётся к столу в сыром замороженном виде. Нарезается стружкой, лучше небольшими порциями, во избежание преждевременного размораживания. Для вкуса строганину макают в «маканину» — соль, перемешанную с молотым чёрным перцем в соотношении 1:1.